# Silene arenarioides
Silene arenarioides är en nejlikväxtart som beskrevs av René Louiche Desfontaines. Silene arenarioides ingår i släktet glimmar, och familjen nejlikväxter. Inga underarter finns listade i Catalogue of Life.